# ジャーマン・ピンシャー
ジャーマン・ピンシャー（英：German Pinscher）とは、ドイツ原産のピンシャー犬種の一つである。単にピンシャーと呼ばれることもあり、ドイツ語読みでドイチャー・ピンシャーと呼ばれることもある。別名はスタンダード・ピンシャー（英：Standard Pinscher）。
「ピンシャー」の由来については、英語の` pinch´、フランス語の` pincer´、つまり「つまむ」に由来するとする説とオーストリアの地名Pinzgau（ピンツガウ；ザルツブルクの南）からではないかとする説がある。

## 歴史

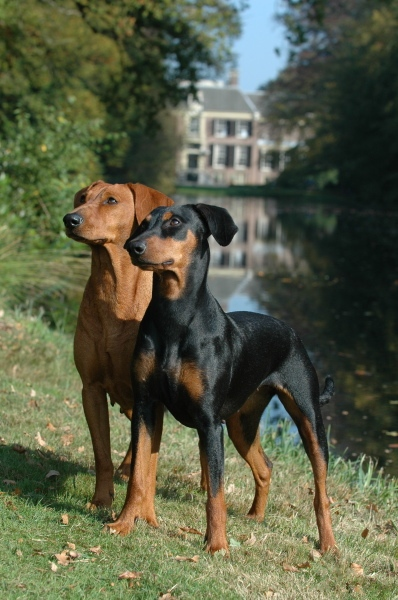
2匹のジャーマン・ピンシャー

生い立ちはよく分かっていないが、少なくとも1884年には犬種として存在していた。スタンダード・シュナウザーとは兄弟関係がある。主にネズミを駆除するのが本種の役割で、狩猟能力の高さから広く使役犬として人気があった。古くから存在する犬種ではあるが、英国などの原産国外で犬種として認められたのは19世紀のことである。
ジャーマン・ピンシャーはミニチュア・ピンシャーとドーベルマンの先祖にもなった犬種である。ダックスフントの垂れ耳や毛色の形質もやはりピンシャーに由来している。
慣例的にミニチュア・ドーベルマン・ピンシャーと呼ばれることもあるが、犬種の命名ルールでは原種をサイズ階級の基準とするため、先発種のピンシャーを後発のドーベルマンと比較してミニチュア（小型版）と表現するのは、厳密に言えば正しくない。ドーベルマンの方は、サイズ比較ではなく作出した人物の名前によって「ドーベルマン氏のピンシャー」と命名された犬種であるため、ジャイアント・ピンシャーと呼ばれることは無い。

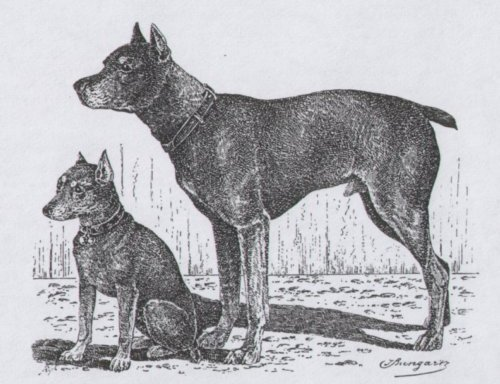
ジャーマン・ピンシャーとミニチュア・ピンシャーの絵（1888年）

第二次世界大戦が起こった際には戦禍を大きく被って頭数が激減し、ほぼ絶滅の状態に陥った。しかし、1958年になると西ドイツで再生プロジェクトが発足し、4頭のオーバーサイズのミニチュア・ピンシャーと、クラブのメンバーが東ドイツから命がけで密輸した1頭の純血のジャーマン・ピンシャーの計5頭を基礎として交配させることで犬種として復活することが出来た。現在のジャーマン・ピンシャーは全てこの5頭の血筋である。
現在ジャーマン・ピンシャーは目立った人気が出ることも無く、又、見放されることも無く、安定した人気を保っている。頭数は世界的には少ないが、ドイツ以外でも使役犬やショードッグ、ペットとして飼育されている。日本でもほぼ毎年国内登録が行われているが、たいてい登録頭数順位は最下位である。

## 特徴

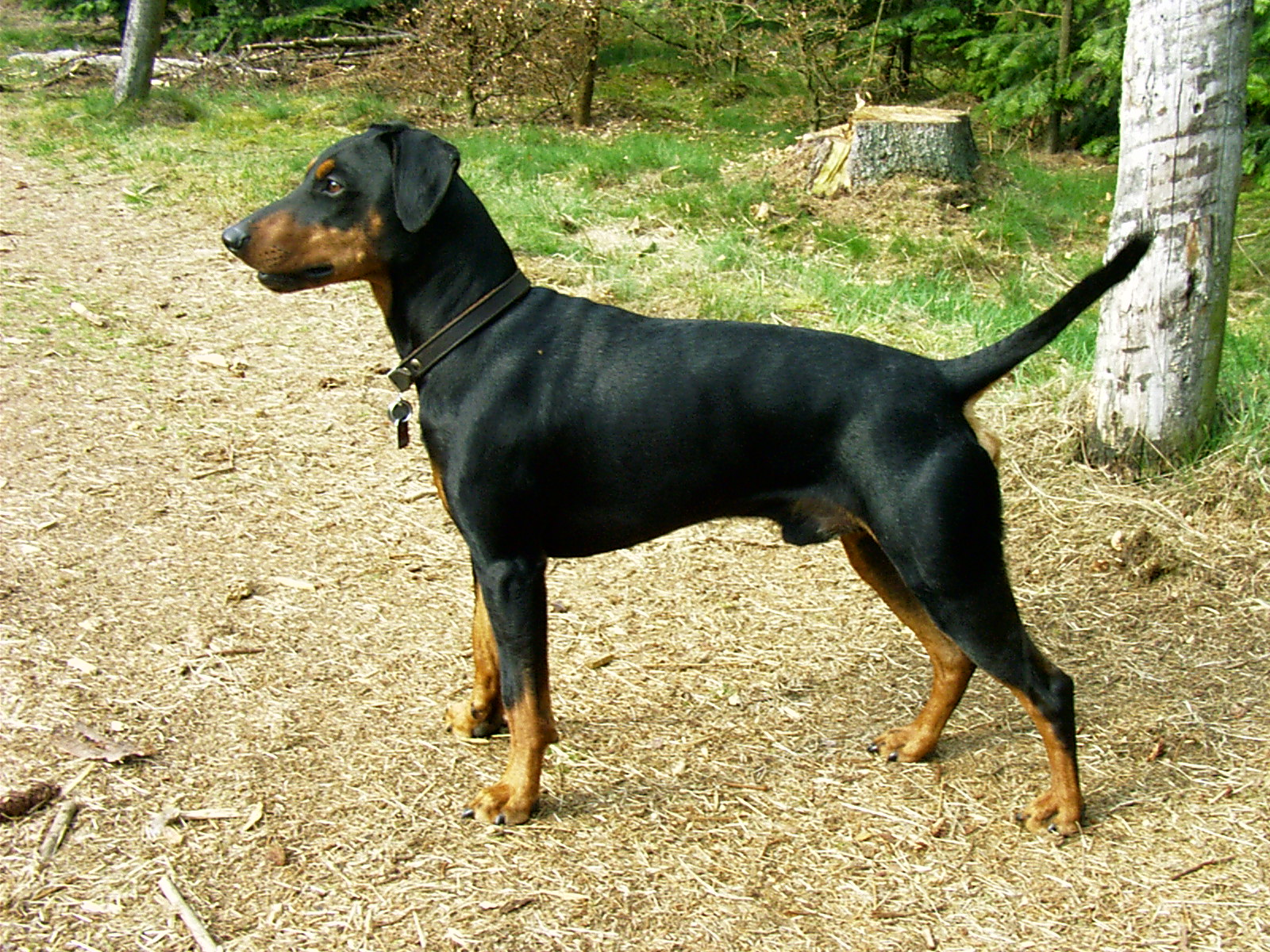
断耳・断尾されていないブラック・アンド・タンのジャーマン・ピンシャー

無駄の無い筋肉質で引き締まった体つきをしている。サイトハウンドほどではないが、マズル・首・脚・尾が長い。もともとの使役柄によりアゴの力は強靭で仔犬の頃はよく甘噛みをするが、他の多くの犬種と同様に成犬になれば噛み癖も自然と直るのであまり噛み付き犬になる心配は無い。額には少ししわが寄っていて、耳は半垂れ耳、尾は飾り毛のない先細りの垂れ尾。しかし、耳は断耳して立たせ、尾は短く断尾されることもある。これはもともとショードッグとして外見を整えるためにでなく、ネズミに噛まれたり、傷口が膿んで感染症にかかることを防ぐために行われていた処置の名残である。コートはつややかなスムースコートで、毛色はブラック・アンド・タン、イザベラ（栗毛）・アンド・タン、タンの単色。ドーベルマンと同じく、稀にブルー・アンド・タンやフォーン・アンド・タンの仔犬も生まれるが、あまり犬種基準としては好ましくないとされる。ただし、ペットや実用犬として飼う分には、全く問題が無い。体高45〜50cm、体重15〜20kgの中型犬で、性格は陽気で従順、遊ぶことが大好きである。家族には優しく慣れっこく、それ以外の人や犬も、家族に対して友好的な態度をとる者であれば仲良く接する。ただし、シャギーコート（むく毛）の小型犬や齧歯目の動物を見ると狩猟本能の引き鉄を引かれるので、一緒にするべきではない。寒さにはあまり強くないので、寒い日や冬季の散歩の際には洋服を着せることが推薦される。運動量は多めで、かかりやすい病気は運動のし過ぎによる関節系の疾患などがある。